# El Veladero, Baja California
El Veladero är en ort i Mexiko.   Den ligger i kommunen Ensenada och delstaten Baja California, i den nordvästra delen av landet, 2 200 km nordväst om huvudstaden Mexico City. El Veladero ligger 91 meter över havet och antalet invånare är 384.
Terrängen runt El Veladero är varierad. Runt El Veladero är det glesbefolkat, med 8 invånare per kvadratkilometer. Närmaste större samhälle är Ensenada, 18,4 km norr om El Veladero. Omgivningarna runt El Veladero är i huvudsak ett öppet busklandskap.